# Fernand Blaise
Pour les articles homonymes, voir Blaise.
Fernand Blaise, né le 7 février 1925 et mort le 10 février 1991, est un footballeur international belge.

## Biographie
Fernand Blaise joue avec l'équipe première du Standard de Liège dès 1943. Évoluant comme défenseur, il devient capitaine de l'équipe des Rouches à partir de 1953, quand Fernand Massay se retire. Il conserve cette fonction pendant une saison. Il met un terme à sa carrière de haut niveau en 1956. Il meurt le 10 février 1991 et est inhumé au cimetière d'Amay (Amay Nouveau).

## Palmarès
- Vainqueur de la Coupe de Belgique 1954.